# رافی بسالیان
رافی بسالیان (ارمنی: Րաֆֆի Բէսալյան؛ زادهٔ ۱۹۷۲) موسیقی‌دان، نوازنده پیانو اهل ارمنستان و استاد پیانو در دانشگاه ایالتی جورجیا است. وی از سال میلادی تا کنون فعالیت می‌کند.

## زندگی‌نامه
در ۱۹۷۲ در ایروان به دنیا آمد و از کنسرواتوار دولتی کومیتاس ایروان فارغ‌التحصیل شد. بسالیان در چندین رقابت ملی و بین‌المللی جوایزی کسب کرده است.